# El Refugio de los Sauces
El Refugio de los Sauces är en ort i Mexiko.   Den ligger i kommunen Silao de la Victoria och delstaten Guanajuato, i den centrala delen av landet, 300 km nordväst om huvudstaden Mexico City. El Refugio de los Sauces ligger 1 798 meter över havet och antalet invånare är 1 360.
Terrängen runt El Refugio de los Sauces är en högslätt. Runt El Refugio de los Sauces är det tätbefolkat, med 257 invånare per kvadratkilometer. Närmaste större samhälle är León de los Aldama, 19,5 km nordväst om El Refugio de los Sauces. Trakten runt El Refugio de los Sauces består till största delen av jordbruksmark.